# José Rufino Bezerra Cavalcanti
José Rufino Bezerra Cavalcanti (Vitória de Santo Antão, 16 de agosto de 1865 — Recife, 27 março de 1922), foi um advogado e político pernambucano.

## Biografia
Filho de proprietários rurais ligados à produção açucareira, foi usineiro no município do Cabo de Santo Agostinho e senhor de engenho em Vitória de Santo Antão. Aluno da tradicional Faculdade de Direito do Recife, concluiu seus estudos com 21 anos de idade.
Eleito governador em 1919, desenvolveu uma política de conciliação entre as classes produtoras, aproximando os usineiros e os comerciantes. Acometido de doença incurável, foi obrigado a se afastar do cargo. Além do governo estadual, José Bezerra exerceu mandatos de deputado federal e senador, além de ter sido Ministro da Agricultura do Governo Venceslau Brás.
Jose Bezerra era o maior acionista da Companhia Geral de Melhoramentos de Pernambuco, empresa que além de produzir açúcar e álcool na Usina Cucau, construiu uma estrada de ferro ligando a usina ao município de Barreiros. Seu patrimônio incluía os engenhos Novo, Barbalho, Pirapama, São João, Malinote, Malakof, Mataparipe, São Pedro e um terço do Santo Inácio.
Era casado com Hercília Pereira de Araújo, que teve onze filhos dos quais sete sobreviventes, um deles, José Bezerra Filho que nasceu em 22 de Fevereiro de 1890 em Vitória de Santo Antão, PE, deputado estadual (PE) em 1920, prefeito do Cabo de 1923 a 1926, em 1940 foi presidente do Departamento Administrativo de PE, faleceu no Rio de Janeiro, RJ em 19 de Março de 1959.
Um dos 7 filhos de José Rufino, era Hercília (Cilú), que veio a casar-se com Alfredo Bandeira de Melo, filho do também Governador, Herculano Bandeira de Mello, que curiosamente, além de ser amigo pessoal de Rosa e Silva, fazia parte dos Rosistas. 
Criando assim, a união entre duas das mais tradicionais famílias usineiras estado de Pernambuco.
A escolha de Jose Bezerra para o Ministerio da Agricultura é um fato curioso na historia do Pais. Em 1915, na época da aliança Minas-São Paulo, mais conhecida como politica do café com leite, Jose Bezerra disputou uma vaga para o senado com o conselheiro Rosa e Silva. Ele venceu a eleição mas quem assumiu foi o candidato perdedor, por interferência do senador gaúcho Pinheiro Machado por não ter conseguido suceder o marechal Hermes da Fonseca, na Presidência da Republica.
Jose Bezerra Neto destaca na vida politica do avo o empréstimo patriótico, em parceria com o ex-prefeito do Recife, Lima Castro, os dois governantes pediram dinheiro à população para fazer o calçamento de varias ruas do Recife: Hospício, Riachuelo, Aurora, Concordia, Conde da Boa Vista e Cais Jose Mariano. Jose Bezerra assinou um decreto tornando o Estado fiador do empréstimo patriótico. A Prefeitura teve um prazo de 25 anos para devolver o dinheiro aos moradores, com juros de 7% ao ano.